# 5-я пехотная дивизия АК «Дети Львова»
5-я пехотная дивизия АК «Дети Львова» (пол. 5 Dywizja Piechoty AK „Dzieci Lwowskich”) — польское партизанское стрелковое соединение Армии Крайовой, которое действовало с сентября 1942 года на оккупированной нацистской Германией территории Львова.

## История
Дивизия была сформирована в сентябре 1942 года, согласно с боевым порядком Войска Польского от 1 сентября 1939 года, согласно которому произошло восстановление боевых частей. 
В результате этого дивизия преобразилась. С начала 1944 начала участвовать в акции «Буря». 
В период с 23-по 26 июля 1944 бойцы бригады совместно с бойцами 14-го Уланского полка (совместно около 3 тысяч человек), участвовали во Львовском восстании (совместно с Красной армией).
Командиром дивизии был полковник Стефан Червиньский (пол. Stefan Czerwiński).

## Структура дивизии
Согласно боевому порядку, в состав дивизии входили следующие соединения:
- 19-й пехотный полк АК
- Лесной отряд АК «Лех» (26-й пехотный полк АК)
- 40-й пехотный полк АК